# Station Néhou
Station Néhou is een voormalige spoorweghalte gelegen bij het dorpscentrum van Néhou, in het departement Manche in de Franse regio Normandië. De halte lag aan de lijn van Coutances naar Sottevast. Het station is in 1970 gesloten voor het reizigersverkeer.

## Ligging
De halte bevond zich op een hoogte van 21 meter boven de zeespiegel op kilometerpunt (PK) 44,169 van de lijn van Coutances naar Sottevast, tussen de stations Saint-Sauveur-le-Vicomte en Bricquebec.